# Teivonsaari
Teivonsaari är en ö i Finland. Den ligger i sjön Saimen och i kommunerna Taipalsaari och Villmanstrand och landskapet Södra Karelen, i den södra delen av landet, 200 km nordost om huvudstaden Helsingfors. Öns area är 7,8 hektar och dess största längd är 470 meter i öst-västlig riktning.